# Licuala acutifida
Licuala acutifida är en enhjärtbladig växtart som beskrevs av Carl Friedrich Philipp von Martius. Licuala acutifida ingår i släktet Licuala och familjen Arecaceae. Inga underarter finns listade i Catalogue of Life.